# Zmeur
Zmeurul (Rubus idaeus) este un arbust tufos, peren, cu lăstari târâtori, cu tulpini  drepte, arcuite spre vârf, cu ghimpi drepți, de forma unor ace, adeseori plasați numai pe partea inferioară. Zmeurul aparține familiei Rosaceae.
Frunzele sunt compuse din 3-7 foliole, dințate pe margini, verzi pe fața superioară, albicioase pe cea inferioară. Sunt folosite proaspete sau uscate la preparea de ceaiuri medicinale, care sunt recomandate pentru tratarea durerilor menstruale.
Florile zmeurului sunt albe, compuse din 5 sepale, 5 petale și numeroase stamine, și reprezintă o sursă importantă de nectar pentru albinele producătoare de miere.
Fructul, care se numește zmeură, este de culoare roșie, cu miros plăcut și gust acrișor-aromat. Zmeura se cultivă din două motive: pentru consumul fructelor în stare proaspătă și pentru procesare industrială. Din zmeură se extrage xilitolul, care este un îndulcitor artificial folosit mai ales în tratarea și prevenirea cariilor dentare.
Zmeurul înflorește începând din luna mai până în iulie. Crește spontan în locuri stâncoase, luminișuri de păduri, regiuni deluroase și muntoase. Poate fi intâlnit pe întreg teritoriul României, fiind o plantă specifică zonelor cu climă temperată.
Exemple de soiuri de zmeură: Polka, Heritage, Cayuga, Ruvi, Citria, Opal, Latham, Willamette, Veten, Noma, Sugana, Laszka.

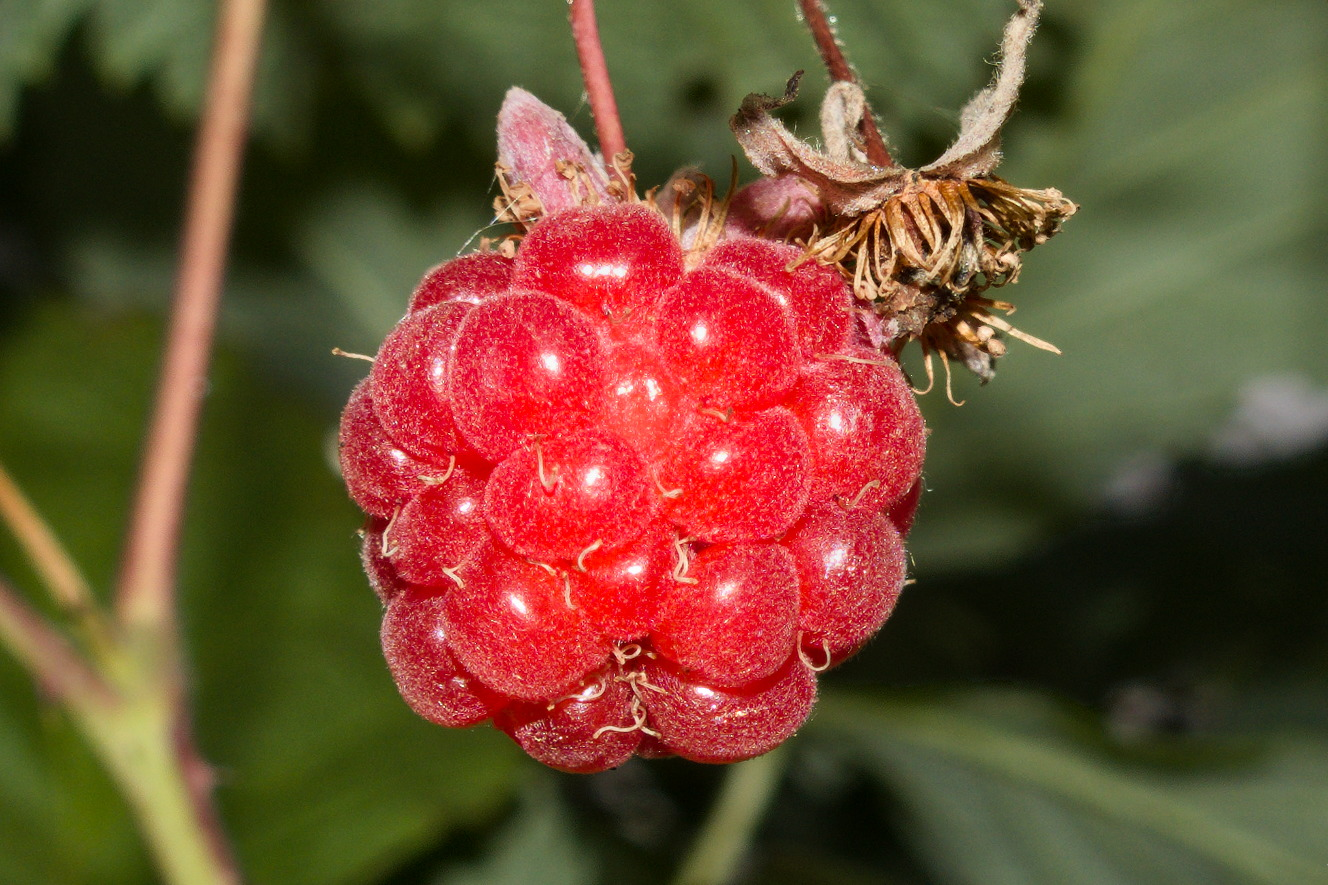
Zmeur
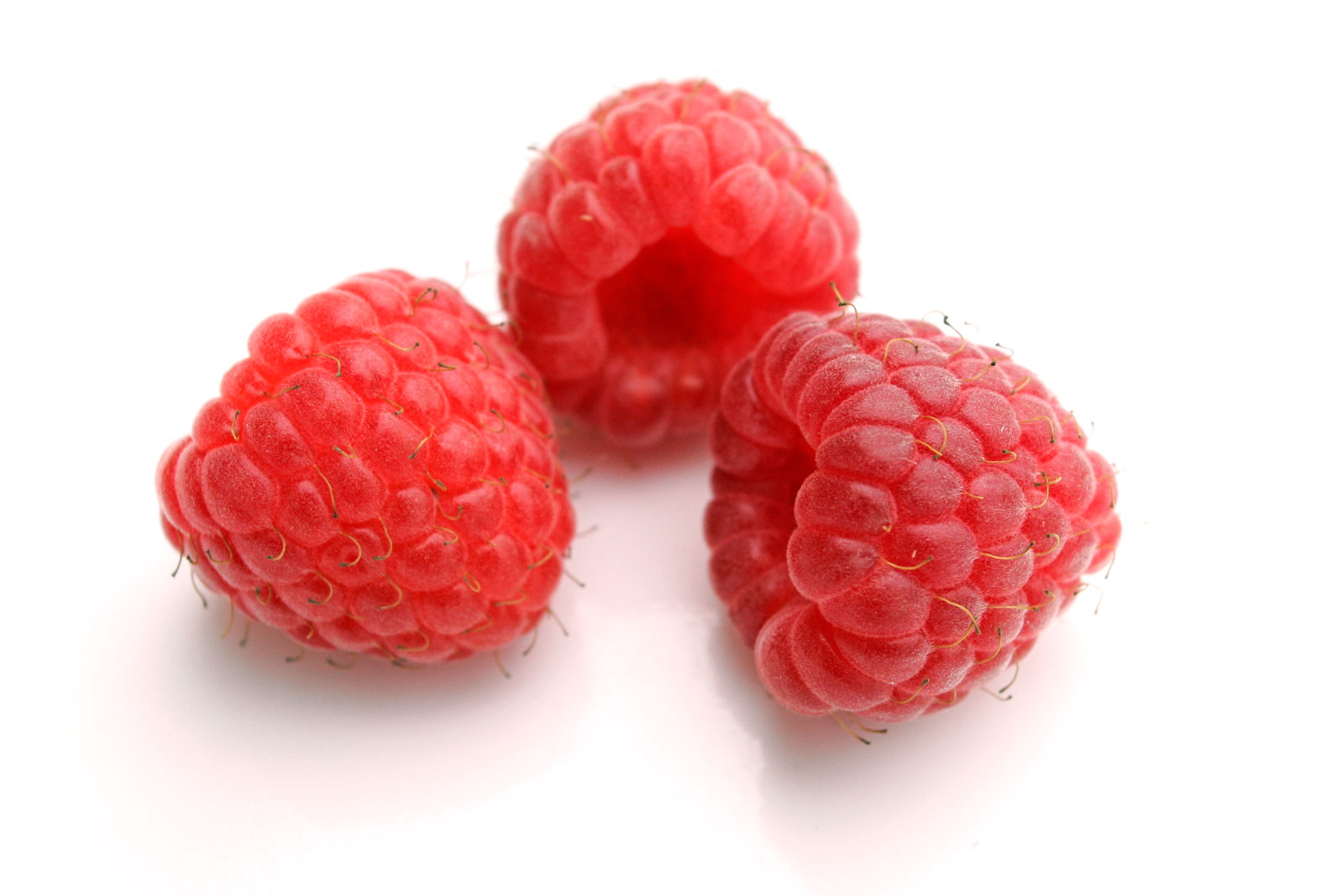
Zmeură
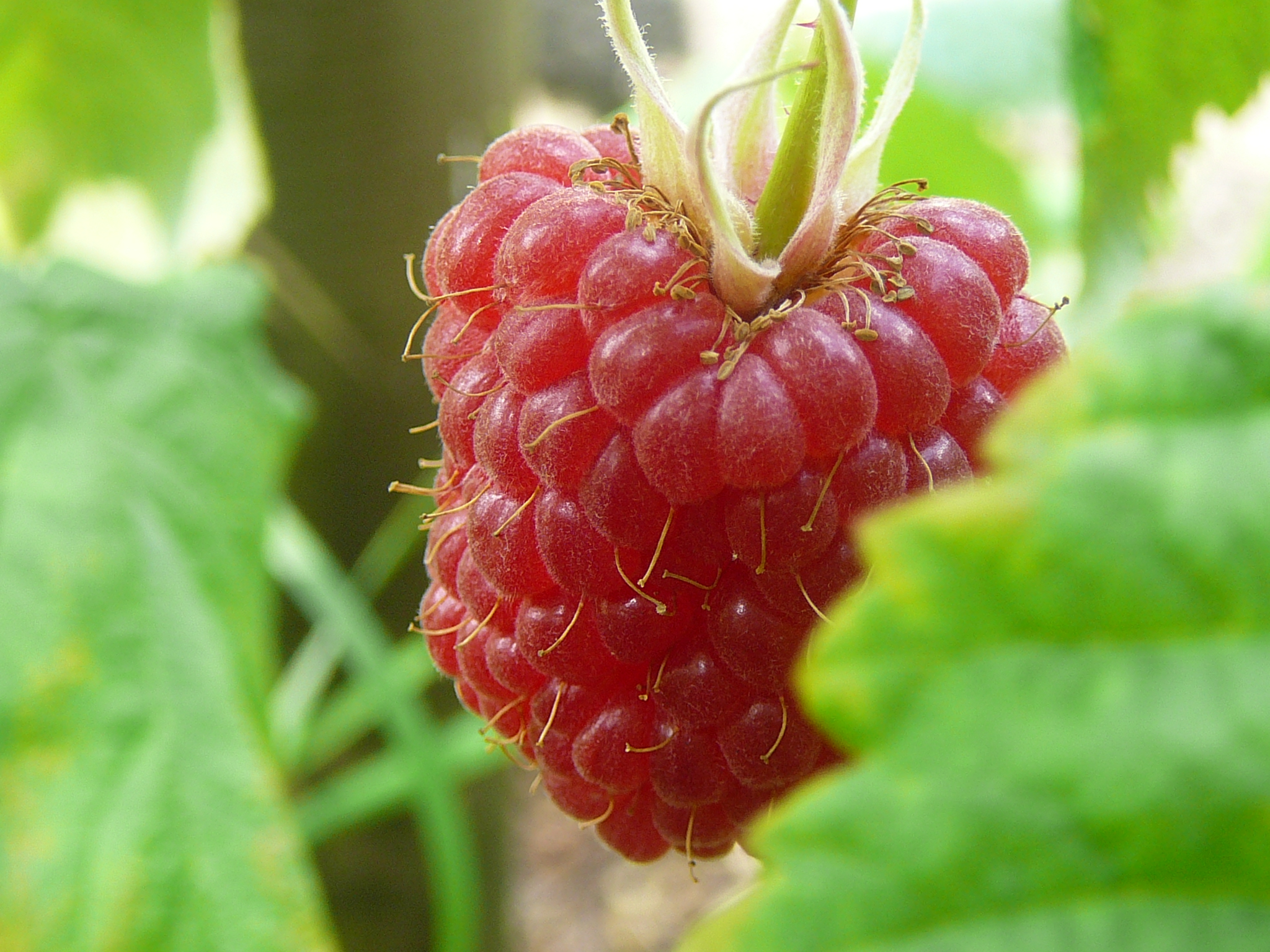